# Riccardo Stracciari
Riccardo Stracciari (* 26. Juni 1875 in Casalecchio di Reno; † 10. Oktober 1955 in Rom) war ein italienischer Opernsänger (Bariton) und Gesangspädagoge.

## Leben
Stracciari absolvierte eine Ausbildung als Ingenieur und sang 1894 in einem Operettenchor, bevor er am Konservatorium von Bologna eine Gesangsausbildung bei Umberto Masetti absolvierte. 1899 begann er seine Laufbahn als Sänger als Vertreter von Giuseppe Kaschmann in einer Aufführung von Stefano Pesoris Oratorium La risurrezione di Christo am Städtischen Theater von Bologna. Als Opernsänger debütierte er im Folgejahr in der Rolle des Marcello in Giacomo Puccinis La Bohème. Nach einigen Jahren in der Provinz und auf Tourneen hatte er 1905 sein Debüt an der Mailänder Scala als Amonasro in Verdis Aida.
Nach dem Debüt am Royal Opera House 1905 folgte 1906 sein erster Auftritt an der Metropolitan Opera als Germont in Verdis La Traviata an der Seite von Marcella Sembrich und Enrico Caruso. Während seines zweijährigen Engagements an der Met sang er u. a. den Rigoletto, Ashton, Amonasro, Valentin, Marcello, Sharpless, Lescaut, Alfio, Tonio und Di Luna. Er trat dann auch u. a. an der Chicago Opera, der San Francisco Opera, der Pariser Oper, am Teatro Real in Madrid und am Teatro Colón in Buenos Aires auf. Berühmt wurde seine Interpretation der Rolle des Figaro in Gioacchino Rossinis Il barbiere di Siviglia, die er in seiner Laufbahn mehr als eintausend Mal spielte.
1938 zog sich Stracciari offiziell von der Bühne zurück, er hatte jedoch noch bis 1944 öffentliche Auftritte. In seinen späteren Jahren unterrichtete er Gesang an den Konservatorien von Neapel und Rom. Seine bekanntesten Schüler waren Raffaele Arié, Paolo Silveri, Giulio Fioravanti, Zdeněk Otava, Mario Laurenti und Boris Christoff.